# Rangi e Papa

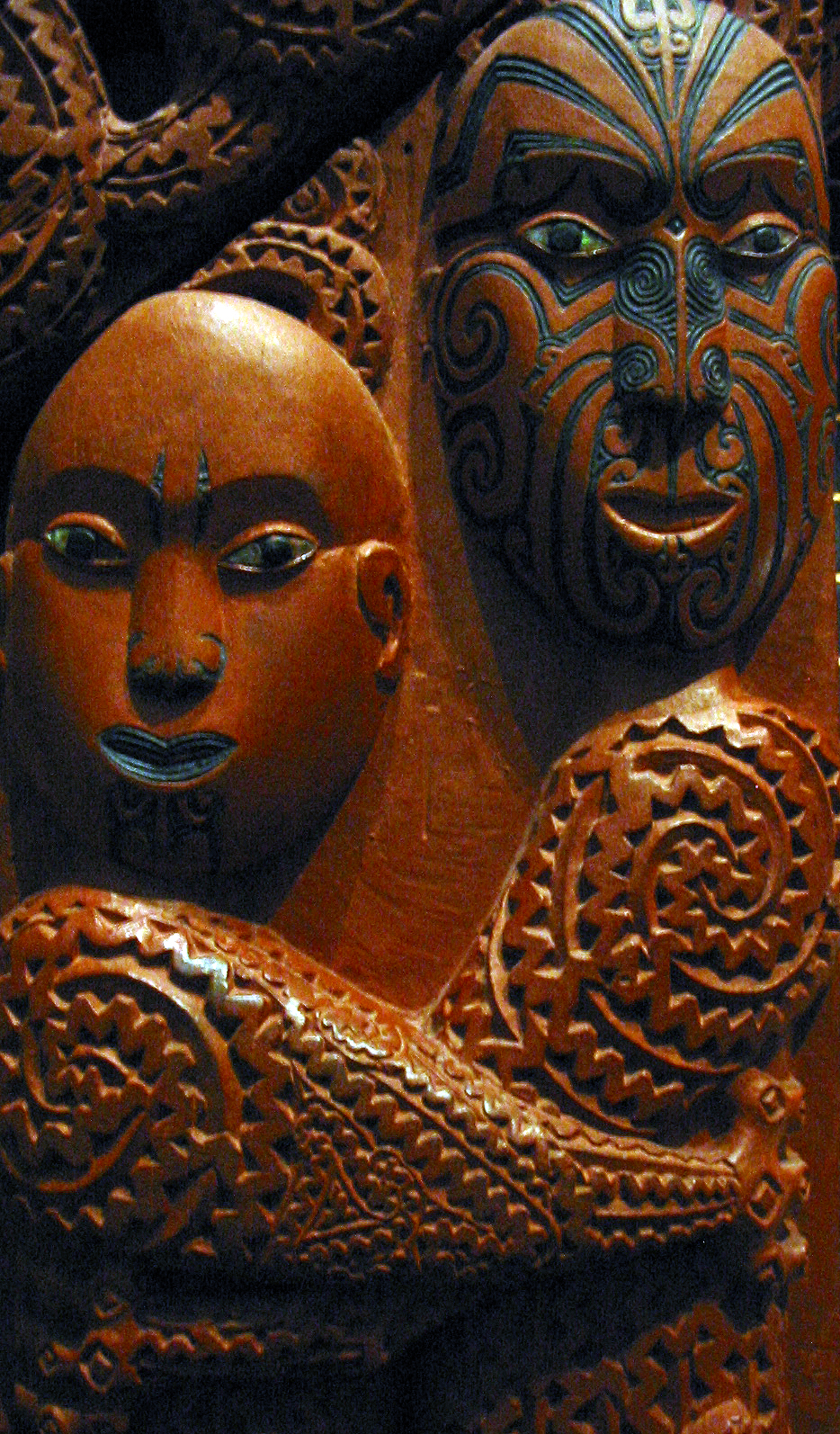
Rangi e Papa

Na mitologia maori, o par primário Rangi e Papa (ou Ranginui e Papatuanuku) aparecem em um mito de criação que explica a origem do mundo (embora existam muitas versões diferentes). Em alguns dialetos da Ilha Sul, Rangi é chamado Raki ou Rakinui.